# Hikaru in the Light!
Hikaru in the Light! (ひかるイン・ザ・ライト！, Hikaru in za Raito!) est un manga écrit et dessiné par Mai Matsuda. Il a été prépublié dans le magazine seinen Manga Action de l'éditeur Futabasha de mai 2021 à août 2022 et a été compilé en un total de quatre volumes.

## Publication
Écrit et illustré par Mai Matsuda, Hikaru in the Light ! a été publié en série dans le magazine seinen de Futabasha, Manga Action, du 1er mai 2021  au 2 août 2022. Futabasha a rassemblé ses chapitres en quatre volumes tankōbon, publiés du 28 septembre 2021  au 28 septembre 2022. 
Le manga est publié en français par l'éditeur Petit à Petit dans sa collection de manga Kotodama dès février 2025. Chaque volume comporte une quinzaine de pages de contenu original (absent de l'édition japonaise) présentant le monde des idols. 

## Synopsis
Lorsque le génial producteur M. Hayama lance un casting national pour recruter les futures membres d’un girls band japonais, Hikaru Ogino et Ran Nishikawa décident de s’inscrire ensemble. Leur rêve de devenir des idols est immense, mais la compétition sera longue et rude. Parviendront-elles à rejoindre les « Girls in the Light » ?

## Personnages
Hikaru Ogino (荻野 ひかる, Ogino Hikaru)
Hikaru Ogino, 14 ans, est passionnée par le chant depuis toujours. Cette jeune fille enjouée travaille après les cours dans les bains publics tenus par sa famille. Elle nettoie les bains en chantant à tue-tête. Embarquée par son amie Ran, elle va tout donner pour tenter de devenir elle aussi une idol !
Ran Nishikawa (西川 蘭, Nishikawa Ran)
Amie d'enfance de Hikaru, elle a arrêté ses études au lycée pour intégrer un girl's band, mais malgré tous ses efforts, elle n'arrive pas à se faire remarquer au milieu de ses collègues. Elle décide de tout plaquer pour tenter le casting de M. Hayama et c'est elle qui va convaincre Hikaru de s'inscrire également !

### Volumes
| no | Japonais          | Japonais          | Français          | Français          |
| no | Date de sortie    | ISBN              | Date de sortie    | ISBN              |
| -- | ----------------- | ----------------- | ----------------- | ----------------- |
| 1  | 28 septembre 2021 | 978-4-575-85643-9 | 12 février 2025   | 978-2-380-46196-1 |
| 2  | 28 février 2022   | 978-4-575-85695-8 | 16 avril 2025     | 978-2-380-46369-9 |
| 3  | 28 juin 2022      | 978-4-575-85729-0 | 27 août 2025      | 978-2-380-46382-8 |
| 4  | 28 septembre 2022 | 978-4-575-85765-8 | 24 septembre 2025 | 978-2-380-46224-1 |